# 大鼻愛砂鮠
大鼻愛砂鮠，為輻鰭魚綱鯰形目平鰭鮠科的其中一種，為熱帶淡水魚，分布於非洲中非共和國烏班基河流域，體長可達2.3公分，棲息在底層水域，生活習性不明。